# Wasyl Iwanczuk
Wasyl Iwanczuk, ukr. Василь Іванчук (ur. 18 marca 1969 w Kopyczyńcach) – ukraiński szachista, arcymistrz od 1988 roku.

## Życiorys
W dzieciństwie przez kilka lat mieszkał w Buczaczu.

## Kariera szachowa
Począwszy od 1989 roku Iwanczuk jest stale obecny w pierwszej dziesiątce na liście rankingowej FIDE i jest uczestnikiem najbardziej prestiżowych turniejów szachowej elity. Trzykrotnie zwyciężył w turnieju w Linares (w 1989, 1991 i 1995 roku), wygrał turnieje w Wijk aan Zee (1995) i we Lwowie (2000). Podzielił pierwsze miejsce w Tilburgu (1990), Reykjavíku (1991), Dortmundzie (1992), Niżnym Nowogrodzie (1994) i Belgradzie (1997).
Z nieco mniejszym powodzeniem Iwanczuk brał udział w rozgrywkach o tytuł mistrza świata. W 1990 wspólnie z Borysem Gelfandem wygrał turniej międzystrefowy w Manili, jednak w meczach pretendentów przegrał w ćwierćfinale z Arturem Jusupowem. Największy sukces w karierze odniósł w 2001 roku. W turnieju rozgrywanym systemem pucharowym dotarł do finału pokonując m.in. Joëla Lautiera w ćwierćfinale i Viswanathana Ananda w półfinale. W meczu finałowym, który odbył się w styczniu 2002 roku, spotkał się ze swoim rodakiem Rusłanem Ponomariowem. To spotkanie miało dodatkowy wymiar, jego zwycięzca mógł się czuć liderem ukraińskich szachów. Iwanczuk nie wygrał ani jednej partii, przegrywając dwie. Była to bolesna porażka, stracona największa szansa zdobycia tytułu mistrza świata na rzecz o czternaście lat młodszego lokalnego rywala.
Był wieloletnim liderem warszawskiej drużyny Polonii Plus GSM, która pięciokrotnie zajęła II miejsce w Klubowym Pucharze Europy.
W maju 2004 roku zdobył w Stambule tytuł mistrza Europy oraz zwyciężył w memoriale Carlosa Torre Repetto w Meridzie (osiągnięcie to powtórzył jeszcze w latach 2006 i 2007). W 2005 i 2006 zwyciężył w memoriałach José Raúla Capablanki w Hawanie. W 2007 odniósł kolejne spektakularne sukcesy: po raz trzeci z rzędu zwyciężył w memoriale Capablanki w Hawanie oraz w silnie obsadzonych turniejach Aerosvit w Foros (m.in. przed Siergiejem Karjakinem, Aleksandrem Oniszczukiem i Piotrem Swidlerem) i w Montrealu (przed Siergiejem Tiwiakowem i Pentala Harikrishną). Zdobył również w Moskwie tytuł mistrza świata w szachach błyskawicznych. W 2008 r. uzyskał rzadko spotykany w turniejach elity wynik 8 pkt z 10 partii i zdecydowanie wygrał IV edycję turnieju M-Tel Masters w Sofii, podzielił również II m. (za Péterem Lékó, wspólnie z Janem Niepomniaszczijem, Szachrijarem Mammadjarowem i Janem Gustafssonem) w turnieju Dortmunder Schachtage w Dortmundzie oraz zwyciężył (m.in. przed Aleksandrem Moroziewiczem i Władimirem Kramnikiem) w memoriale Michaiła Tala w Moskwie, w Benidormie (przed Aleksiejem Szyrowem) oraz w León. W 2009 r. podzielił I m. (wspólnie z Aleksandrem Griszczukiem) w Linares oraz zwyciężył w Baźnie. W 2010 r. po raz czwarty w karierze zwyciężył w memoriale José Raúla Capablanki w Hawanie, natomiast w 2011 r. zajął I m. w turnieju Gibraltar Chess Festival, uzyskując 9 pkt w 11 partiach, zajął III m. w turnieju o Puchar Świata w Chanty-Mansyjsk oraz był drugi (za Magnusem Carlsenem) w turnieju Chess Masters Firnal w São Paulo i Bilbao. W 2011 (wspólnie z Lê Quang Liêmem) i 2012 ponownie zwyciężył w memoriałach José Raúla Capablanki w Hawanie. W 2012 r. zwyciężył również w turnieju ACP Golden Classic w Amsterdamie. W 2014 r. odniósł zwycięstwo w turnieju Edmonton Chess Festival w Edmonton.
Wielokrotnie reprezentował ZSRR i Ukrainę w turniejach drużynowych, m.in.:
- czternastokrotnie na olimpiadach szachowych (w latach 1988, 1990, 1992, 1994, 1996, 1998, 2000, 2002, 2004, 2006, 2008, 2010, 2012, 2014); trzynastokrotny medalista: wspólnie z drużyną – czterokrotnie złoty (1988, 1990, 2004, 2010), srebrny (1996) i trzykrotnie brązowy (1998, 2000, 2012) oraz indywidualnie – złoty (2010 – na I szachownicy), srebrny (1996 – za wynik rankingowy) i trzykrotnie brązowy (1990 – za wynik rankingowy, 1996 – na I szachownicy, 2004 – za wynik rankingowy)[11],
- siedmiokrotnie na drużynowych mistrzostwach świata (w latach 1989, 1993, 1997, 2001, 2005, 2011, 2013); dziesięciokrotny medalista: wspólnie z drużyną – dwukrotnie złoty (1989, 2001), srebrny (1993) i dwukrotnie brązowy (2011, 2013) oraz indywidualnie – trzykrotnie złoty (1989 – na V szachownicy, 1993 – na I szachownicy, 1997 – na I szachownicy), srebrny (2001 – na I szachownicy) i brązowy (2013 – na I szachownicy)[12],
- sześciokrotnie na drużynowych mistrzostwach Europy (w latach 1992, 1999, 2001, 2005, 2007, 2011); medalista: wspólnie z drużyną – srebrny (1992)[13].

Najwyższy ranking w dotychczasowej karierze osiągnął 1 października 2007 r., z wynikiem 2787 punktów zajmował wówczas 2. miejsce (za Viswanathanem Anandem) na światowej liście FIDE.